# Crkva sv. Josipa Radnika na Palama
Crkva sv. Josipa Radnika na Palama je rimokatolička crkva u Palama.
Posvećena je sv. Josipu Radniku, čiji se blagdan 1. svibnja ovdje posebno obilježava. Tom prigodom katoličkih vjernici iz Sarajeva imaju priliku za ugodan prvosvibanjski izlet. Sv. misa se ovdje slavi nedjeljom i blagdanima. Građevinska cjelina koju predstavlja ova crkva je kulturna baština BiH.

## Povijest
Sagrađena je 1911. godine za austro-ugarske uprave. Sagradili su ju austrijski inženjeri za svoje vjerske potrebe, odnosno šumarski radnici koji su radili u šumi na obradi drveta da im svećenik mogao dolaziti najprije povremeno, a potom i redovito slaviti Misu. U isto su vrijeme na Palama sestre Družbe Kćeri Božje ljubavi napravile svoj Marijin dom, pa su rado dolazile na misu u ovu crkvu. Kamen temeljac posvećen je srpnja 1911. godine.
Rastom broja katoličkog stanovništva, postala je središte katolika Romanije. Župa na Palama osnovana je dosta poslije, 1925. godine, u Kraljevini SHS.
Nedaleko od ove župne crkve, na obližnjim Kalovitim brdima nalazio se imanje i samostan Kćeriju Božje ljubavi Marijin dom, koji je stradao od četnika 1941. godine.
Poslije rata crkva je obnovljena te je izgrađena nova župna kuća koja je i odmorište Vrhbosanske nadbiskupije.

## Arhitektonske osobine
Izgrađena je isključivo od drva, u planinskom stilu, čime se sjajno uklapa u planinsko područje za zimsku rekreaciju i športove. Jedina je drvena crkva u Vrhbosanskoj nadbiskupiji. Uz crkvu je sagrađen i župni dvor s kojim čini graditeljsku cjelinu. Zbog svojih osobina, odudara od ostalih crkava brvnara, i katoličkih i pravoslavnih na području Hrvatske.
Crkvu danas krasi reljef bl. Drinskih mučenica. Izradio ga je pravoslavni vjernik s Pala. Drvo u kojem je izrađen reljef izvučeno je iz rijeke Drine.

## Zaštita
Crkva je pod zaštitom državnog Povjerenstva za zaštitu spomenika BiH. Od 2. rujna 2004. nacionalni je spomenik BiH.

## Vanjske poveznice
- Panoramio  Arhivirana inačica izvorne stranice od 3. kolovoza 2016. (Wayback Machine) Katolicka crkva - PALE
- Panoramio  Arhivirana inačica izvorne stranice od 3. kolovoza 2016. (Wayback Machine) Katolicka Crkva u Palama